# Puentelarrá
Puentelarrá en espagnol ou Larrazubi en basque est une commune ou une contrée appartenant à la municipalité de Lantarón dans la province d'Alava, située dans la Communauté autonome basque en Espagne.